# Mistrzostwa Świata w Biathlonie 2013
46. Mistrzostwa Świata w Biathlonie odbywały się w miejscowości Nové Město na Moravě między 7 a 17 lutego 2013 r. Czeska kandydatura, którą wspierali m.in. Tomasz Sikora i Michal Šlesingr, pokonała fińskie Kontiolahti i norweskie Oslo.
Mistrzostwa zdominowali zawodnicy norwescy, którzy zdobyli jedenaście medali, w tym osiem złotych. Norwegowie wygrali wszystkie konkurencje drużynowe, medalu nie zdobyli jedynie w biegu indywidualnym mężczyzn. Wśród pań najlepsza okazała się Tora Berger, która wygrała bieg pościgowy i indywidualny, zaś w sprincie oraz biegu masowym wywalczyła srebro. Więcej niż jeden medal indywidualnie zdobyła także Ukrainka Ołena Pidhruszna triumfując w sprincie oraz zdobywając brąz w biegu pościgowym. W rywalizacji mężczyzn najwięcej medali indywidualnie zdobył Emil Hegle Svendsen. Norweg wygrał sprint oraz bieg pościgowy oraz zdobył brąz w biegu masowym. Oprócz niego multimedalistami byli Francuz Martin Fourcade (złoto w biegu indywidualnym, srebro w sprincie oraz biegu pościgowym) oraz Rosjanin Anton Szypulin (srebro w biegu masowym oraz brąz w biegu pościgowym). Bieg masowy mężczyzn wygrał Tarjei Bø, dla którego był to trzeci złoty medal na tych mistrzostwach, po wcześniejszych triumfach w sztafecie mieszanej oraz sztafecie mężczyzn. Klasyfikacje medalową wygrali Norwegowie (8-2-1), przed  Francuzami (1-4-0) oraz Ukraińcami (1-1-3).

## Program mistrzostw
Program mistrzostw
| Dzień     | Początek | Konkurencja                | Liczba uczestników |
| --------- | -------- | -------------------------- | ------------------ |
| 7 lutego  | 17:30    | Sztafeta mieszana          | 27 * 4             |
| 9 lutego  | 13:00    | Sprint mężczyzn            | 136                |
| 9 lutego  | 16:15    | Sprint kobiet              | 115                |
| 10 lutego | 13:00    | Bieg pościgowy mężczyzn    | 60                 |
| 10 lutego | 16:15    | Bieg pościgowy kobiet      | 60                 |
| 13 lutego | 17:15    | Bieg indywidualny kobiet   | 118                |
| 14 lutego | 17:15    | Bieg indywidualny mężczyzn | 136                |
| 15 lutego | 17:15    | Sztafeta kobiet            | 25 * 4             |
| 16 lutego | 15:15    | Sztafeta mężczyzn          | 29 * 4             |
| 17 lutego | 12:00    | Bieg masowy kobiet         | 30                 |
| 17 lutego | 15:00    | Bieg masowy mężczyzn       | 30                 |

## Medaliści
| Konkurencja                | Data      | Godzina   | Złoto                                                                                | Srebro                                                                          | Brąz                                                                            | źr.    |
| -------------------------- | --------- | --------- | ------------------------------------------------------------------------------------ | ------------------------------------------------------------------------------- | ------------------------------------------------------------------------------- | ------ |
| Sztafeta mieszana          | 7 lutego  | 17:30 CET | Norwegia Tora Berger · Synnøve Solemdal · Tarjei Bø · Emil Hegle Svendsen            | Francja Marie-Laure Brunet · Marie Habert · Alexis Bœuf · Martin Fourcade       | Czechy Veronika Vítková · Gabriela Soukalová · Jaroslav Soukup · Ondřej Moravec | [ 4 ]  |
| Sprint mężczyzn            | 9 lutego  | 13:00 CET | Emil Hegle Svendsen                                                                  | Martin Fourcade                                                                 | Jakov Fak                                                                       | [ 5 ]  |
| Sprint kobiet              | 9 lutego  | 16:16 CET | Ołena Pidhruszna                                                                     | Tora Berger                                                                     | Wita Semerenko                                                                  | [ 6 ]  |
| Bieg pościgowy mężczyzn    | 10 lutego | 13:00 CET | Emil Hegle Svendsen                                                                  | Martin Fourcade                                                                 | Anton Szypulin                                                                  | [ 7 ]  |
| Bieg pościgowy kobiet      | 10 lutego | 16:15 CET | Tora Berger                                                                          | Krystyna Pałka                                                                  | Ołena Pidhruszna                                                                | [ 8 ]  |
| Bieg indywidualny kobiet   | 13 lutego | 17:15 CET | Tora Berger                                                                          | Andrea Henkel                                                                   | Wałentyna Semerenko                                                             | [ 9 ]  |
| Bieg indywidualny mężczyzn | 14 lutego | 10:15 CET | Martin Fourcade                                                                      | Tim Burke                                                                       | Fredrik Lindström                                                               | [ 10 ] |
| Sztafeta kobiet            | 15 lutego | 17:15 CET | Norwegia Hilde Fenne · Ann Kristin Flatland · Synnøve Solemdal · Tora Berger         | Ukraina Julija Dżima · Wita Semerenko · Wałentyna Semerenko · Ołena Pidhruszna  | Włochy Dorothea Wierer · Nicole Gontier · Michela Ponza · Karin Oberhofer       | [ 11 ] |
| Sztafeta mężczyzn          | 16 lutego | 17:15 CET | Norwegia Ole Einar Bjørndalen · Henrik L’Abée-Lund · Tarjei Bø · Emil Hegle Svendsen | Francja Simon Fourcade · Jean-Guillaume Béatrix · Alexis Bœuf · Martin Fourcade | Niemcy Simon Schempp · Andreas Birnbacher · Arnd Peiffer · Erik Lesser          | [ 12 ] |
| Bieg masowy kobiet         | 17 lutego | 12:00 CET | Darja Domraczewa                                                                     | Tora Berger                                                                     | Monika Hojnisz                                                                  | [ 13 ] |
| Bieg masowy mężczyzn       | 17 lutego | 15:00 CET | Tarjei Bø                                                                            | Anton Szypulin                                                                  | Emil Hegle Svendsen                                                             | [ 14 ] |

## Tabela medalowa
| #  | Reprezentacja     | Złoto | Srebro | Brąz | Razem |
| -- | ----------------- | ----- | ------ | ---- | ----- |
| 1. | Norwegia          | 8     | 2      | 1    | 11    |
| 2. | Francja           | 1     | 4      | 0    | 5     |
| 3. | Ukraina           | 1     | 1      | 3    | 5     |
| 4. | Białoruś          | 1     | 0      | 0    | 1     |
| 5. | Niemcy            | 0     | 1      | 1    | 2     |
|    | Polska            | 0     | 1      | 1    | 2     |
|    | Rosja             | 0     | 1      | 1    | 2     |
| 8. | Stany Zjednoczone | 0     | 1      | 0    | 1     |
| 9. | Czechy            | 0     | 0      | 1    | 1     |
|    | Słowenia          | 0     | 0      | 1    | 1     |
|    | Szwecja           | 0     | 0      | 1    | 1     |
|    | Włochy            | 0     | 0      | 1    | 1     |